# Best Foot Forward (musical)
Best Foot Forward é um musical da Broadway de Hugh Martin e Ralph Blane, baseado no livro de  John Cecil Holm. Produzido por George Abbott, estreou em 1 de outubro de 1941 no teatro Ethel Barrymore Theatre em Nova Iorque e teve 326 apresentações. A matéria foi adaptado para filme em 1943 que foi dirigido por Edward Buzzell, estrelando a atriz Lucille Ball. Numa produção Off-Broadway de 1963, a cantora Liza Minnelli fez a sua primeira apresentação profissional.